# Love Over-Due
Love Over-Due è un album in studio del cantante statunitense James Brown, pubblicato nel 1991.

## Tracce
1. (So Tired of Standing Still We Got) Move On – 5:12
2. Show Me – 4:27
3. Dance, Dance, Dance to the Funk – 5:13
4. Teardrops On Your Letter – 4:13
5. Standing On Higher Ground – 4:13
6. Later for Dancing – 4:22
7. You Are My Everything – 5:21
8. It's Time to Love (Put a Little Love In Your Heart) – 3:11